# Alte Synagoge (Dessau)

Die Alte Synagoge in Dessau

Die Alte Synagoge auf dem Eckgrundstück Askanische Straße / Kantorstraße in Dessau wurde nach Entwürfen der renommierten Berliner Architekten Cremer & Wolffenstein gebaut und im Jahr 1908 fertiggestellt, sie war nachweislich der vierte Synagogenbau der Stadtgeschichte Dessaus und fast 30 Jahre die wichtigste Synagoge Anhalts.

## Geschichte
Am 18. Februar 1908 wurde die neue Synagoge eingeweiht. Möglich wurde dieser eindrucksvolle Neubau mit angrenzendem Gemeindezentrum durch die gute finanzielle Lage der Julie von Cohn-Oppenheim Stiftung. Das Gebäude war in neoromanischen Formen gehalten, der Innenraum wurde neogotisch gestaltet. Die hohe imposante Kuppel mit goldenem Davidstern prägte das Stadtbild Dessaus.
Der 1729 errichtete Vorgängerbau befand sich im selben Bereich. Der Philosoph Moses Mendelssohn war Besucher dieser Synagoge. Im Rahmen der Feierlichkeiten zur 200. Wiederkehr des Geburtstags Mendelssohns fand am 7. September 1929 ein großer Festgottesdienst statt. Teilnehmer waren bedeutende Persönlichkeiten der Stadt Dessau, des Landes Anhalt sowie Repräsentanten des Herzogshauses.
Im Rahmen dieser Festlichkeiten wurde eine Moses-Mendelssohn-Stiftung zur „Förderung der vernunftgeleiteten wissenschaftlichen Forschung“ ins Leben gerufen. Vertreter dieser Stiftung waren neben Mendelssohns Nachfahren Franz von Mendelssohn und Robert von Mendelssohn eine Reihe bemerkenswerter Persönlichkeiten, darunter Albert Einstein, Walter Gropius, der damalige Oberbürgermeister von Dessau Fritz Hesse, Hugo Junkers, Max Liebermann, Max Planck, Eduard Spranger und Arnold Zweig.
Im benachbarten Gemeindehaus wuchs der Komponist Kurt Weill auf.
Am 9. November 1938, beim sogenannten Novemberpogrom, wurde die Synagoge geplündert und in Brand gesteckt. Eine große Anzahl von Thorarollen und Kultgeräten aus der gesamten Israelitischen Kultusgemeinde Anhalts, die hier zum Teil gelagert waren, wurden dabei zerstört. Auch wurde der jüdische Friedhof im Dessauer Pogrom verwüstet.

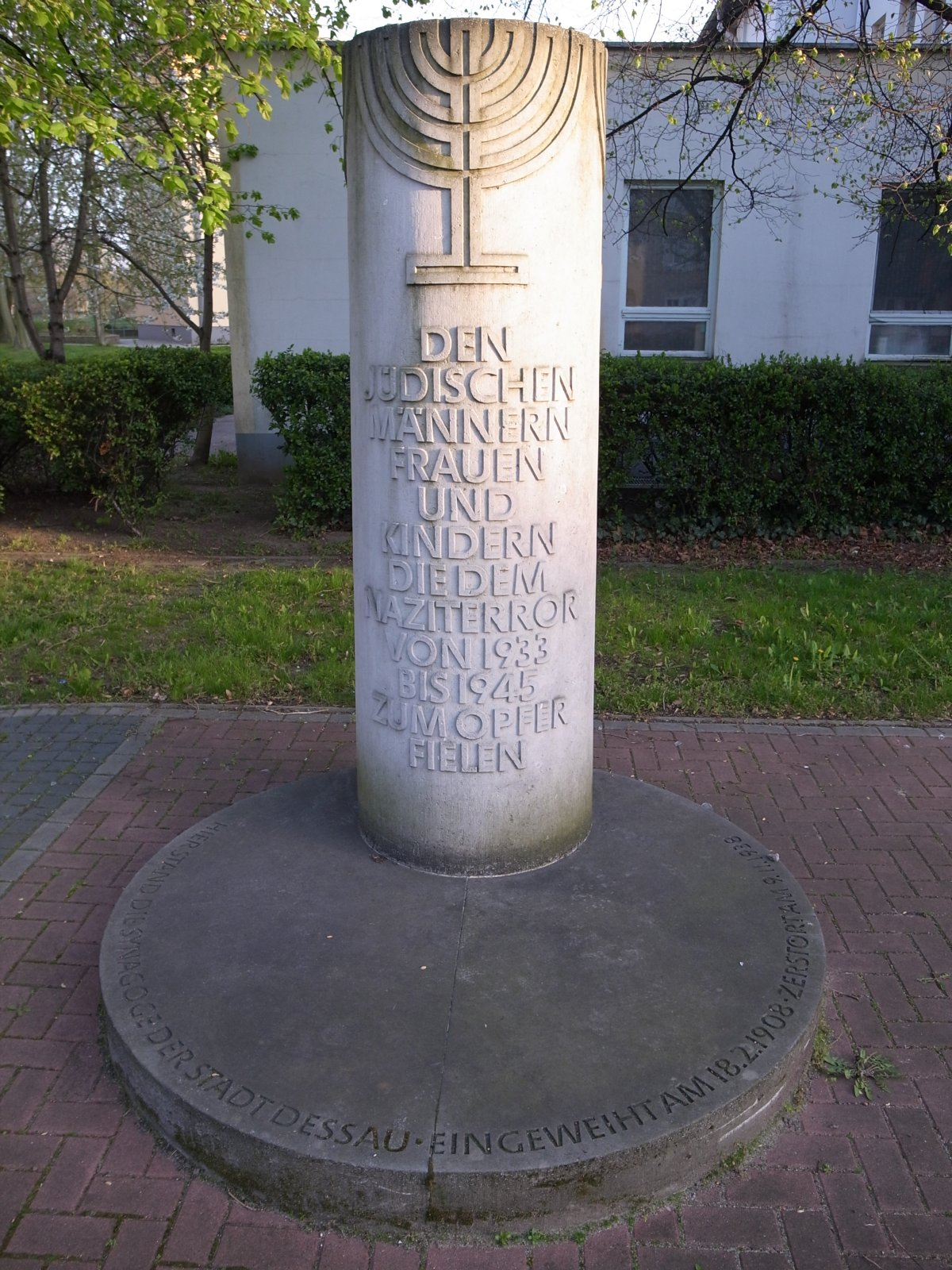
Gedenkstele in Dessau

Am 10. November 1988 wurde auf dem ehemaligen Synagogengelände eine Gedenkstele errichtet.
Am 8. November 2019 wurde der Grundstein für eine neue Synagoge gelegt.